# Désertines (Mayenne)
Désertines ist eine französische Gemeinde mit 461 Einwohnern (Stand: 1. Januar 2022) im Département Mayenne in der Region Pays de la Loire. Sie gehört zum Arrondissement Mayenne und zum Kanton Gorron. 

## Geographie
Désertines liegt etwa 43 Kilometer nordnordwestlich von Laval. Umgeben wird Désertines von den Nachbargemeinden Le Teilleul im Norden, Mantilly im Nordosten, Passais Villages im Osten, Saint-Aubin-Fosse-Louvain im Süden und Südosten, Vieuvy im Süden, Levaré und La Dorée im Südwesten sowie Fougerolles-du-Plessis im Westen.

## Bevölkerungsentwicklung
| Jahr                       | 1962 | 1968 | 1975 | 1982 | 1990 | 1999 | 2006 | 2019 |
| Einwohner                  | 883  | 833  | 711  | 654  | 585  | 539  | 526  | 456  |
| Quellen: Cassini und INSEE |      |      |      |      |      |      |      |      |

## Sehenswürdigkeiten
- Kirche Saint-Pierre aus dem 19. Jahrhundert
- Stele, seit 1924 Monument historique
- Herrenhaus (auch Schloss La Grand Haie genannt)
- Herrenhaus La Vairie

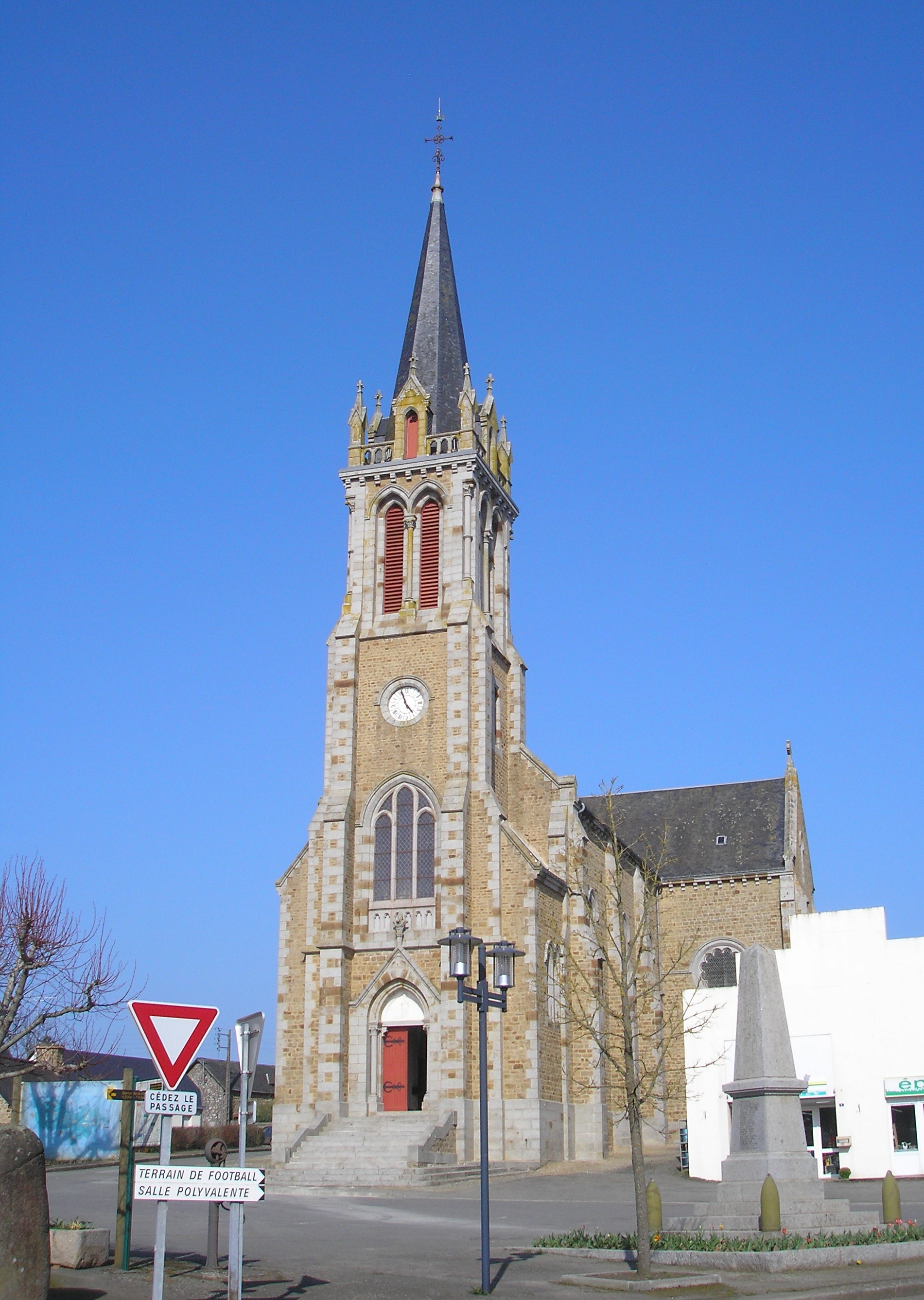
Kirche Saint-Pierre
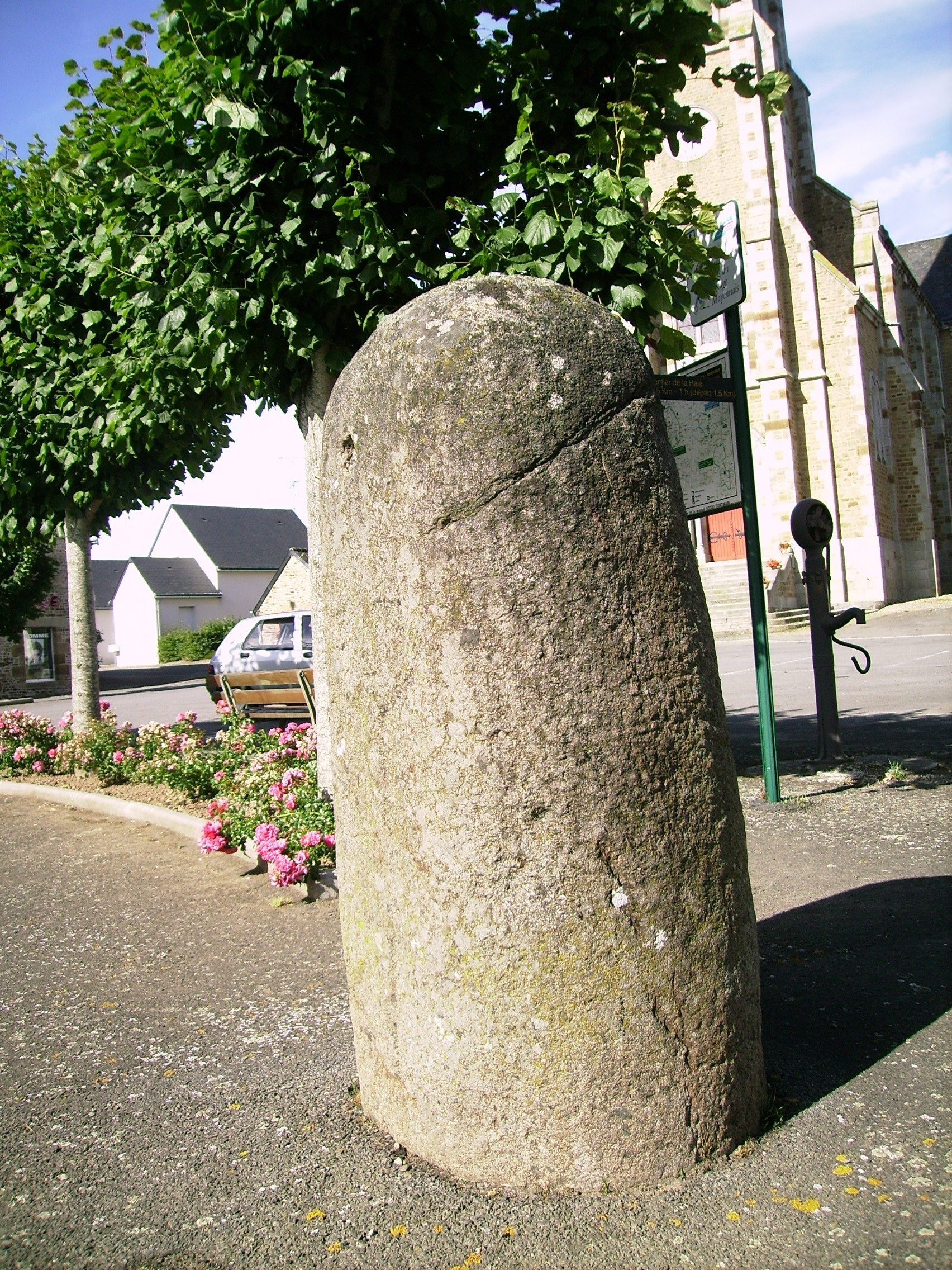
Stele

## Persönlichkeiten
- Jean-Baptiste Volcler (1760–um 1830), Priester und Staatsanwalt
- Arnaud Courteille (* 1989), Radrennfahrer, in Désertines aufgewachsen